# Elaemima
Elaemima is een geslacht van vlinders van de familie uilen (Noctuidae), uit de onderfamilie Hadeninae.

## Soorten
- E. brunnea Berio, 1970
- E. viridis Laporte, 1972